# Goniothalamus howii
Goniothalamus howii är en kirimojaväxtart som beskrevs av Elmer Drew Merrill och Woon Young Chun. Goniothalamus howii ingår i släktet Goniothalamus och familjen kirimojaväxter. Inga underarter finns listade i Catalogue of Life.